# 봉암사

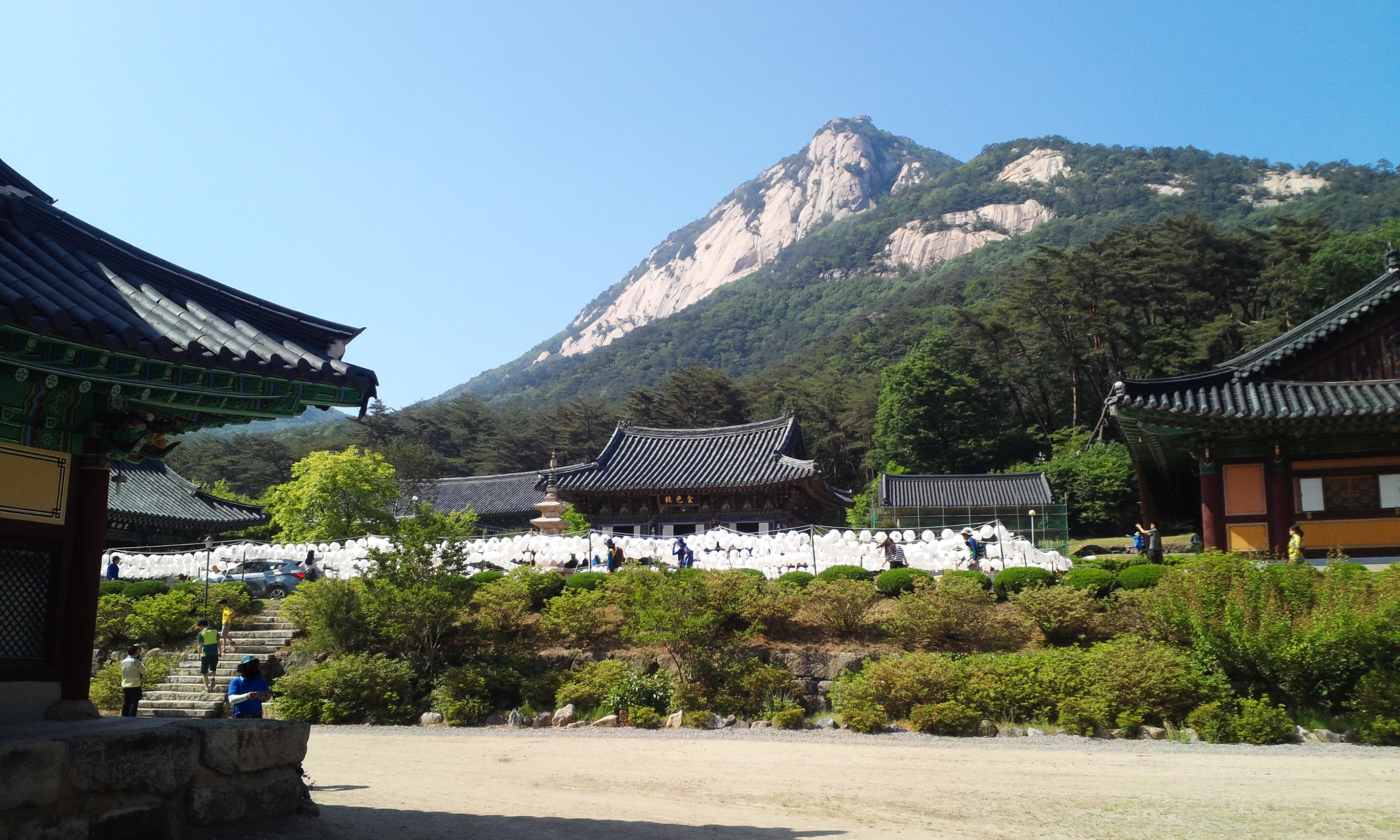
봉암사 전경(2015년 5월 25일 촬영)

봉암사(鳳巖寺)는 대한민국의 경상북도 문경시에 위치한 사찰이다. 행정구역상의 주소는 경상북도 문경시 가은읍 원북리 희양산. 대한불교 조계종 제8교구 직지사(直指寺)의 말사(末寺)이다. 

## 연혁
헌강왕(憲康王) 5년(879년) 선승(禪僧) 도헌이 창건한 이래 구산선문의 하나인 희양선문(曦陽山門)의 종찰(宗刹)로써 선도량이 되었다. 
최치원(崔致遠)의 《봉암사지증대사비》에는, 봉암사의 땅은 원래 심충(沈忠)이라는 사람이 가진 땅으로, 도헌 화상의 명성을 듣고 찾아와 자신이 가진 희양산 중턱에 선사를 지어줄 것을 요청하였고, 기이하고 장려한 산세를 본 도헌은 "이런 땅을 얻음이 어찌 하늘의 돌보심이 아니겠는가. 승려의 거처가 되지 않는다면 도적의 소굴이 될 것이다"라며 기와로 인 처마가 사방으로 이어지도록 일으켜 지세를 진압케 하고, 쇠로 만든 불상 2구를 주조하여 절을 호위하도록 하였다고 한다. 

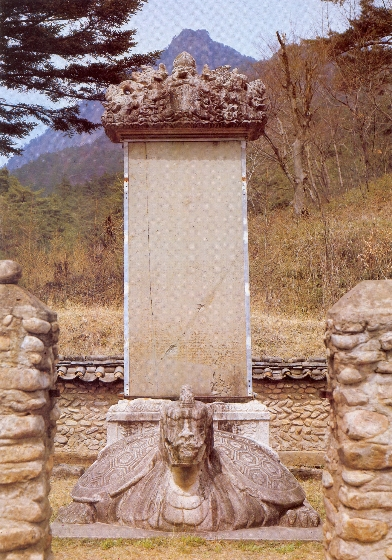
봉암사 지증대사 적조탑비

희양산 중턱의 봉암사 부지를 최치원은 봉암용곡(鳳巖龍谷)이라 묘사하였는데, 이러한 땅에 참선도량을 짓는 것은 전통적 선 사상에서는 용납되지 않는 일이었지만, 선가의 토착화를 위한 방편으로써 사찰의 건립이 이루어졌던 것으로 보인다. 
사찰 건립 2년 뒤인 동왕 7년(881년)에 신라 조정은 전(前) 안륜사(安輪寺) 승통(僧統)인 준공(俊恭)과 숙정대사(肅正臺史) 배율문(裵聿文)을 보내 절의 경계를 표정케 하고, 이어 봉암(鳳巖)이라는 절의 이름을 내렸다. 최치원은 지증대사가 입적하고 몇 년 뒤 초적(草賊)이 되어 난동하던 희양산 백성들이 끝내 감화하게 되었다며 "능히 정심(定心)의 물을 깊이 헤아려서 미리 마산(魔山)에 물을 댄 큰 힘이 아니겠는가. 팔이 부러진 사람으로 하여금 의리를 드러내도록 하고, 용미(龍尾)를 파는 사람으로 하여금 광기를 제어하게 하였으니, 선심(善心)을 개발한 것의 옳음이 넷째이다."라고 평가하고 있다. 
신라 말의 전란으로 폐허가 된 봉암사는 정진대사(靜眞大師)에 의해 고려 태조 18년(935년) 다시 중창되었다.
조선 세종(世宗) 13년(1431년) 기화(己和)라는 승려가 다시 봉암사를 중수하고 머무르며 《금강경오가해설의》(金剛經五家解設宜)를 저술하였다. 임진왜란 때 극락전과 일주문을 제외하고 소실된 것을 다시 지었으나 현종(顯宗) 15년(1674년) 다시 화재로 소실, 신화(信和)가 중건하였다. 숙종(肅宗) 29년(1703년) 불전과 승료에 화재가 나서 다시 지었다. 
1915년에 세욱이 퇴락했던 당우를 중건하고, 1927년에 지증대사비의 비각과 익랑을 지었다.
해방 뒤인 1947년에 청담, 성철, 자운 등의 승려들이 모여 "부처님 뜻대로 살자"며 봉암사결사를 일으킨 뒤, 4월 초파일 단 하루에만 개방하며 그 외의 기간에는 승려들의 선승도량으로써 민간인의 출입이 통제되고 있다.

## 문화재
- 문경 봉암사 지증대사탑비 - 국보 제315호
- 문경 봉암사 지증대사탑 - 보물 제137호
- 문경 봉암사 삼층석탑 - 보물 제169호
- 문경 봉암사 정진대사탑 - 보물 제171호
- 문경 봉암사 정진대사탑비 - 보물 제172호
- 문경 봉암사 극락전 - 보물 제1574호
- 문경 봉암사 목조아미타여래좌상 및 복장유물 - 보물 제1748호
- 봉암사마애보살좌상 - 경상북도 유형문화재 제121호
- 봉암사석종형부도 - 경상북도 문화재자료 제135호
- 문경 봉암사 일주문 - 경상북도 문화재자료 제591호